# Servicios Energéticos del Chaco, Empresa del Estado Provincial
Servicios Energéticos del Chaco, Empresa del Estado Provincial, conocida simplemente por sus siglas SECHEEP, es una empresa estatal, de la Provincia del Chaco en Argentina, creada para la distribución de la energía eléctrica de la Provincia. Fue creada a partir de la sanción de la Ley Provincial n° 1037, el 30 de octubre de 1973 durante el mandato constitucional del entonces Gobernador Deolindo Felipe Bittel, como sucesora de la Di.G.E.Ch (Dirección General de Energía del Chaco), en lo que fuera la distribución y producción de energía eléctrica del Chaco.
Sin embargo, en sus comienzos SECHEEP se encargaba solo de la distribución de la energía, debido a que el servicio era prestado directamente por la Empresa del Estado Nacional Agua y Energía Eléctrica, trabajando en una cierta relación de dependencia con el organismo nacional que en ese entonces estaba encargado de la venta y producción mayorista de energía eléctrica. Esta dependencia tuvo su fin el 19 de febrero de 1982, cuando la empresa estatal nacional determina la cesión de sus responsabilidades, instalaciones y bienes en favor del estado de la Provincia del Chaco, quien a su vez en el mismo acto traspasó todo a la empresa SECHEEP. Finalmente, SECHEEP asumió el control plenipotencial de la producción y distribución de la energía chaqueña, el 1 de junio de 1982.
En el año 2011, SECHEEP creó su división de hicrocarburos al lanzar su marca blanca SECHEEP Combustibles, con el objetivo de asegurar la normal distribución de hidrocarburos en el territorio provincial. La firma inauguró una red de dieciséis estaciones de servicio, distribuyendo una partida de combustibles adquiridos en forma subsidiada a la empresa nacional Yacimientos Petrolíferos Fiscales. Finalmente, tras cuatro años de convenio, en 2015 fue suspendido el contrato entre SECHEEP y su red de estaciones de servicio, por el cual se realizaba el expendio de combustible al público, quedando reservado el aprovisionamiento para los vehículos oficiales del estado provincial.
Desde 2024, la empresa impulsó transformaciones en materia energética limpia, mediante la instalación de parques solares de MSU Argentina en distintas localidades de la provincia. En febrero de 2025, el presidente del directorio Hilario Bistoletti declaró que esta nueva infraestructura aporta un total de 327 megas de energía limpia.

## Historia de SECHEEP y de la Energía del Chaco

### Antecedentes
Los albores de la producción de energía eléctrica en la Provincia del Chaco vienen de la mano de la instalación en la localidad de Las Palmas del Ingenio Azucarero de los hermanos Carlos y Ricardo Hardy, de origen irlandés. Los llamados Hermanos Hardy se convirtieron en pioneros en la generación de energía eléctrica, no solo de la provincia sino también de la Argentina, ya que con la instalación de su Ingenio Azucarero, convirtieron a Las Palmas en la segunda localidad de la República Argentina en poseer y generar energía eléctrica, tras la ciudad de La Plata.
La inauguración de esta obra tuvo lugar en el año 1885, con el inicio de la molienda de la caña de azúcar (principal cultivo de esa zona de la provincia), siendo utilizado para ese propósito un generador rotativo adquirido en Glasgow, Escocia, del cual se obtenía la energía para abastecer a la fábrica. La generación de la preciada fuente se extendió más tarde a los hogares del pueblo.
Seis años después de este suceso, el 31 de agosto de 1891, el Concejo Municipal de la Ciudad de Resistencia aprobaría un contrato para suministro de energía para alumbrado público. La prestación del servicio estaría a cargo del Sr. Antonio Anello, pero en este caso el servicio no tuvo suministro domiciliario.
Once años y medio después, un 5 de enero de 1903, Resistencia estrena su primera red pública de alumbrado a gas, iluminando inicialmente la Plaza 25 de Mayo y posteriormente, las calles de la ciudad. La licitación para brindar este servicio, le fue otorgada al ingeniero Carlos Dodero, pionero en el avance y progreso de la ciudad, que tuvo un papel importante en el crecimiento infraestructural de la misma, llegando a inaugurar el primer sistema encarrilado de transporte público de pasajeros (vulgarmente llamado "palocarril", por sus rieles hechos de madera, en lugar de hierro), conocido como "Tren Dodero".
Cuatro años más tarde, el 15 de mayo de 1907, el Concejo Municipal realiza la convocatoria a licitación de un nuevo sistema de alumbrado público sustituyendo el sistema de alumbrado a gas, por la generación de energía eléctrica. Nuevamente la empresa presidida por Carlos Dodero obtiene la licitación para explotar el servicio y comienza la construcción de una usina, la cual se ubica en el terreno correspondiente a la esquina de las actuales calles Roque Sáenz Peña y Arturo Illia. Esta usina estaba equipada a partir de un generador alemán de marca "Otto Wulf". Un año más tarde, el 17 de noviembre de 1908, Dodero fue autorizado por el Concejo Municipal para expandir la red eléctrica al servicio domiciliario. Las obras de ampliación de la usina principal, son inauguradas el 25 de abril de 1909, con la presencia del entonces gobernador Gregorio López.
El sistema de provisión de luz eléctrica de la Ciudad de Resistencia, se mantuvo en manos de la empresa de Carlos Dodero, hasta el 1.º de agosto de 1925, cuando el servicio fue traspasado a la “Compañía Anglo-Argentina de Electricidad”, mediante una Ordenanza del Concejo Municipal.

### Primeras compañías eléctricas en el Chaco
Como se mencionó en el apartado anterior, el servicio de provisión de luz estuvo concesionado a la empresa del ingeniero Carlos Dodero, hasta el 1.º de agosto de 1925, cuando una Ordenanza del Concejo Municipal de Resistencia, traspasó dicha concesión a la "Compañía Anglo-Argentina de Electricidad". Esta concesión,  contemplaba la prestación del servicio de luz eléctrica por un plazo de 35 años, sin embargo, dicho período no alcanzó a cumplirse, debido al ingreso del holding estadounidense EBASCO (Electric Bond and Share Company) que en 1934 consiguió hacerse con el control de diferentes usinas (apoyado principalmente por la banca Morgan, hoy JP Morgan Chase), creando el grupo ANSEC (Andes, Norte, Sur, Este y Centro). Este trust, subsidiario de EBASCO, se hizo cargo del servicio de suministro eléctrico , a través de su filial Compañía Eléctrica del Este Argentino (CEEA). Esta empresa finalizó su tarea el 28 de noviembre de 1958, cuando en el marco del plan de nacionalización de los servicios públicos del entonces Presidente Arturo Frondizi, la prestación del servicio eléctrico pasó a manos de la empresa estatal Agua y Energía Eléctrica.

## Controversias
La empresa, tuvo varios tipos de complicaciones que afectan hasta el momento. Por ejemplo: mala calidad de línea de tensión que lleva afectando a distintas poblaciones del interior de la provincia tanto en ciudades y zonas rurales, dado que afectan la escasez de energía eléctrica, por la mayor demanda en las épocas de verano.
Además, cuenta que la baja y alta tensión se debe también un cierto grupo de la población que está sujeta conexión ilegal de la línea eléctrica. Causando apagones momentáneos y sobre carga a los transformadores de las líneas.

### Corrupción
- Este tema de la corrupción a llevado varios años de mala administración pública del estado provincial del Gobierno del chaco. Desde la asunción de Jorge Capitanich en el 10 de diciembre de 2007, hasta el 10 de diciembre de 2015, se generó una deuda con Compañía Administradora del Mercado Mayorista Eléctrico Sociedad Anónima facturas de 2013 a enero de 2016, consolidada en $839 millones, que por intimación de Cammesa se financió en 72 cuotas con una tasa del 10% en esa gestión de Domingo Peppo, con varios incumplimientos que derivó en una serie de publicaciones entre Servicios Energéticos del Chaco, Empresa del Estado Provincial y Cammesa que terminó con un crédito tomado al Fondo de Desarrollo Regional, tal como se desprende del informe oficial que acompañó en imagen, donde se nota el pago en el mes de mayo de 2019, sin embargo nuevamente a diciembre de ese año la deuda volvió a 3.232 mil millones a la finalización de 2019. Declarado por el actual Secretaría de Coordinación de Gabinete, Gutiérrez, Livio Edgardo.
- Durante la búsqueda del tercer mandato de Jorge Capitanich en 2019.Ya se estaba acumulando unas deudas entre impagos y mora de intereses de casi 40.000 millones.
- A finales del año 2023 y comienzo de 2024, en la gestión del gobierno Unión Cívica Radical, del Gobernador del Chaco, Arquitecto. Leandro Zdero, se publicó en las noticias de la empresa Secheep. El Directorio de Secheep, expresando que la deuda con Cammesa es de 310.000 mil millones, dada de las palabras. Causo un gran incremento tarifario de luz en verano de 2024 y invierno de 2024.

## Objetivos de la empresa
De acuerdo con la ley mencionada, a la empresa se le asigna las siguientes funciones en todo el territorio provincial:
- La explotación y administración de centrales eléctricas, medios de transmisión, estaciones transformadoras y redes de distribución.
- El suministro eléctrico a los usuarios y redes de alumbrado público.
- La compra venta de energía en barra.
- Realización de estudios, proyectos y construcciones de las redes urbanas de distribución, por sí o por terceros.
- El estudio, elaboración y proposición de tarifas de los servicios públicos de electricidad de jurisdicción provincial, como así también el establecimiento de tasas y otras contribuciones por prestación del servicio. Su aprobación se operará por el poder Ejecutivo, a través del Ministerio de Economía y obras Públicas.
- El estudio y proposición de sistemas de financiación, con recursos propios o de terceros, provinciales, nacionales o internacionales, para la ejecución de obras de energía eléctrica.

## Logotipos de la empresa
- El primer logotipo de SECHEEP mostraba una figura hecha a partir de tres paralelogramos rojos colocados en forma ascendente de derecha a izquierdas y un pequeño triángulo rojo al lado del paralelogramo más grande, formando la figura del mapa del Chaco. A esta figura la circundaba una elipse inclinada en posición diagonal de color azul.[9] Fue utilizado desde 1973 a 2008.
- El segundo logo de SECHEEP fue presentado en el año 2008 en el marco de un proceso de renovación impulsado desde la gestión del entonces Gobernador del Chaco, Jorge Milton Capitanich. El nuevo logotipo presentaba a un mapa de la Provincia del Chaco bien definido (a diferencia de su antecesor que estaba formado por figuras geométricas), el cual recibía el color azul simbolizando la energía en todas sus ramas. Asimismo, sobre este mapa surcan cuatro líneas blancas que representan cuatro órbitas energéticas, todo esto acompañado por el nombre SECHEEP, ya no como una sigla, sino como una marca.[10] Este logotipo comenzó a ser puesto en uso desde el 12 de junio de 2008.